# Теракт в Иерусалиме (2014)
Теракт в Иерусалиме 18 ноября 2014 года — нападение, совершённое двумя жителями Восточного Иерусалима в синагоге «Кеила́т Бней Тора́» в квартале Хар Ноф города Иерусалима, в результате которого 5 человек были убиты, 6 получили ранения; один из них впоследствии скончался.

## Теракт
18 ноября 2014 года, около 7 часов утра, два палестинских террориста, вооружённые пистолетами, топорами и ножами, ворвались в синагогу «Кеилат Бней Тора», расположенную в квартале Хар Ноф в Иерусалиме. Террористы набросились на верующих, принимавших участие в утренней молитве. Спустя
короткое время к месту совершения теракта прибыли двое полицейских, находившихся неподалёку, и вступили в перестрелку с террористами. Прибывшие дополнительные подразделения сил безопасности уничтожили террористов.

## Погибшие и раненые
Пять человек были убиты, ещё шестеро получили ранения. Среди раненых были двое полицейских и раввин Шмуэль Голдстин. Погибшие: раввин Моше Тверский — глава колеля «Тора́т Моше́», 59 лет; Арие Купинский, 43 года; Авраам Шмуэль Гольдберг, отец шести детей, 68 лет; раввин Кальман Левин, отец 9 детей и дедушка пяти внуков, 50 лет; и 55-летний раввин Хаим Иехиэль Ротман, отец 11 детей, на протяжении года находившийся в больнице в состоянии комы после тяжёлых ранений и скончавшийся 24 октября 2015 года.

## Террористы
Асан Абу Джамаль, 27 лет, и Ади Абу Джамаль, 22 года, двоюродные братья, жители квартала Джабель Мукабар в Восточном Иерусалиме — родственники Джамаля Абу Джамаля, члена организации НФОП, осуждённого в 1994 году на 22 года тюремного заключения и освобождённого в рамках одной из сделок по освобождению заключённых. Вновь арестован 6 ноября 2014 года. 18 ноября 2014 года НФОП заявил о своей ответственности за резню в синагоге.

В конце декабря 2014 года израильские власти приняли решение вернуть родственникам тела террористов, устроивших бойню в синагоге в иерусалимском квартале Хар-Ноф. Спустя некоторое время в социальных сетях появились фотографии надгробия Гасана Абу-Джемаля и Удая Абу-Джемаля. Хотя ни одна группировка не взяла на себя официальную ответственность за теракт, надгробие полностью опровергает версию о террористах-одиночках и «спонтанном сопротивлении оккупации». 
На верхней части надгробия размещены изображения кухонных тесаков и символика Народного фронта освобождения Палестины (НФОП), террористической организации, на счету которой, среди прочего, угон самолёта компании «Эйр Франс» в Энтеббе, убийство израильского министра Рехавама Зеэви и убийство членов семьи Фогель. При этом она состоит в Организации освобождения Палестины и заседает в законодательном собрании Палестинской автономии. После басмалы — традиционной вступительной фразы, следует цитата из 9-й суры Корана: «Сражайтесь с ними. Аллах накажет их вашими руками, опозорит их и одарит вас победой над ними. Он исцелит груди верующих людей». Над фотографиями террористов написано: «Бригады шахидов Абу Али Мустафы оплакивают двоих товарищей и бойцов, исполнивших акцию в Дейр-Ясине». Над каждой из фотографий написано «мученик-герой».